# Международное общество нэцкэ
Международное общество нэцкэ (International Netsuke Society, INS) — крупнейшая международная организация коллекционеров нэцкэ. На сегодняшний день INS объединяет коллекционеров нэцкэ, проживающих в 31 стране мира.
Общество было создано в 1975 году. Его деятельность в основном посвящена изучению и оценке нэцкэ и связанных с ними видов искусства (inro, ojime, sagemono).
Общество имеет региональные филиалы в Японии, Австралии, Европе и СНГ. Помимо этого общество имеет несколько филиалов на территории США — в Нью-Йорке, Чикаго, Лос-Анджелесе, Сан-Франциско, и на северо-западе.
Президентом INS является Марша Варгас Хэндли (Marsha Vargas Handley).
INS активно сотрудничает с музеями и художественными галереями в США с целью организации регулярных выставок японской миниатюрной пластики.
Дважды в год INS проводит международные конференции, которые включают в себя лекции, семинары-практикумы от ведущих экспертов и общественных организаций в области нэцкэ.
INS издает профессиональный ежеквартальный журнал International Netsuke Society Journal. Главным редактором которого является Линда Мередит (Linda Meredith). Статьи для журнала пишут различные коллекционеры, ученые-востоковеды и дилеры нэцкэ.

## Деятельность в СНГ
В мае 2011 года на ежегодном конгрессе INS в Лос-Анджелесе было принято решение о создании отделения по странам СНГ. Председателем этого отделения был избран Борис Филатов (Украина).
Борис Филатов известный на Украине коллекционер фигурок нэцкэ, имеет обширную коллекцию, в которой присутствуют миниатюрные скульптуры различных японских мастеров XVII—XIX вв. Увлекается изучением истории, культуры, искусства Японии.
Отделение INS по странам СНГ дважды в год издает русско-английский журнал «Нэцкэ. CIS».